# Suore francescane ospedaliere dell'Immacolata Concezione
Le Suore Francescane Ospedaliere dell'Immacolata Concezione (in portoghese Irmãs Franciscanas Hospitaleiras da Imaculada Conceição) sono un istituto religioso femminile di diritto pontificio: i membri di questa congregazione pospongono al loro nome la sigla C.O.N.F.H.I.C.

## Storia
Nel 1870 il sacerdote Raimundo dos Anjos Beirão (1810-1878) inviò un gruppo di terziarie francescane attive nell'assistenza ospedaliera agli ammalati poveri di Lisbona a Calais, per compiere il noviziato presso una locale congregazione di Francescane Missionarie.
Le consorelle tornarono in patria nel 1871 e aprirono a Lisbona una casa intitolata a San Patrizio: prima superiora della comunità fu Libânia do Carmo Galvão Mexia Telles de Albuquerque (1843-1899), ritenuta cofondatrice dell'istituto.
Nel 1875 la filiale di Lisbona chiese di rendersi autonoma dalla casa madre di Calais: l'autorizzazione fu concessa dalla Santa Sede il 27 marzo 1876. Il 27 febbraio 1876 le Francescane Ospedaliere dell'Immacolata Concezione vennero aggregate all'Ordine dei Frati Minori (aggregazione rinnovata il 9 agosto 1905).
Libânia do Carmo Galvão Mexia Telles de Albuquerque (in religione, madre Maria Chiara di Gesù Bambino) è stata proclamata beata nel 2011.

## Attività e diffusione
Le Suore Francescane Ospedaliere dell'Immacolata Concezione si dedicano a varie opere di carità, soprattutto all'assistenza degli ammalati: sono attive anche in terra di missione.
Operano in Europa (Italia, Portogallo, Spagna), in Africa (Angola, Guinea-Bissau, Mozambico, São Tomé e Príncipe, Sudafrica), in America (Brasile, Messico, Stati Uniti d'America) e in Asia (Filippine, India, Timor Est); la sede generalizia è a Linda-a-Pastora-Queijas, presso Oeiras.
Al 31 dicembre 2008 l'istituto contava 1.445 religiose in 160 case.